# Pflicht (Eiskunstlauf)

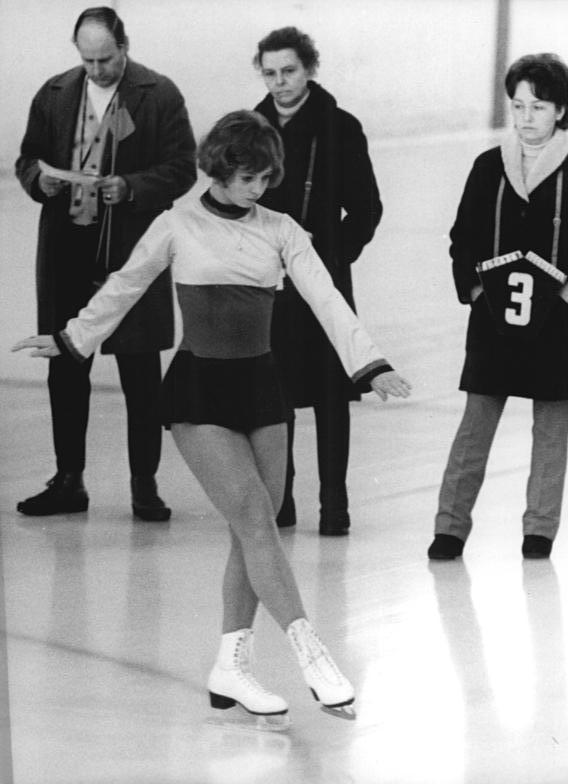
Sonja Morgenstern führt eine Pflichtfigur vor (1971)

Die Pflicht ist ein ehemaliger Bestandteil von Einzellauf-Wettbewerben im Eiskunstlauf. Dabei mussten vorgegebene Figuren möglichst exakt gelaufen werden. Von ihrer möglichst kunstvollen Ausführung leitet sich auch der Name der Sportart ab, die in ihrer Anfangsphase tatsächlich nur Pflichtfiguren umfasste (Sprünge entwickelten sich erst später).
Das Erlernen und Trainieren der Pflichtfiguren förderte Disziplin und Kontrolle. Sie galten als unerlässlich, um grundlegende Fertigkeiten beizubringen. Eiskunstläufer übten sie intensiv, um sie im Wettkampf fehlerlos präsentieren zu können. Die Eiskunstläufer zeichneten Pflichtfiguren möglichst exakt ins Eis und wurden gemäß ihrer Gewandtheit und Genauigkeit bewertet. Grundlage aller Figuren war ein Kreis. Weitere Elemente der Pflicht waren Kurven, Drehungen, Wenden und Gegenwenden sowie Fuß-, Richtungs- und Kantenwechsel.
Bis 1947 machte die Pflicht bei den meisten Eiskunstlaufwettkämpfen 60 % der Gesamtwertung aus. Sie bildete somit den Hauptbestandteil der Sportart, war aber nicht besonders attraktiv für Zuschauer, da sich das Präsentieren und Bewerten oft über mehrere Stunden hinzog. Im Laufe der Zeit nahm ihre Bedeutung durch die Verringerung ihres Anteils an der Gesamtwertung schrittweise ab. 1990 beschloss die Internationale Eislaufunion, die Pflicht im darauf folgenden Jahr ganz zu streichen.

## Ausführung der Figuren
Gemäß dem Reglement des US-amerikanischen Eiskunstlaufverbands besteht die Pflicht aus dem Präsentieren von „kreisförmigen Mustern, die von den Eiskunstläufern in das Eis gezeichnet werden, um damit die Fähigkeit zu demonstrieren, gleichmäßig saubere Wenden auf runden Kreisen zu laufen.“ Eiskunstläufer mussten imstande sein, diese Kreise mit nur einem Fuß zu ziehen. Dadurch bewiesen sie ihre Meisterung von Kontrolle, Gleichgewicht, Geschmeidigkeit und Kanteneinsatz, was es ihnen ermöglichte, exakte und saubere Muster auf dem Eis auszuführen. Die im Jahr 1897 von der Internationalen Eislaufunion (ISU) für internationale Wettbewerbe vorgeschriebenen Pflichtfiguren umfassten „zwei oder drei sich berührende Kreise mit ein, anderthalb oder zwei auf einem Fuß gelaufenen Vollkreisen, wobei in einigen dieser Kreise Drehungen oder Schlingen enthalten sind.“ Die Muster, welche die Läufer auf dem Eis hinterließen, bildeten bis in die 1930er Jahre das Hauptaugenmerk des künstlerischen Ausdrucks beim Eiskunstlauf – die Körperbewegungen bei der Ausführung waren nebensächlich.

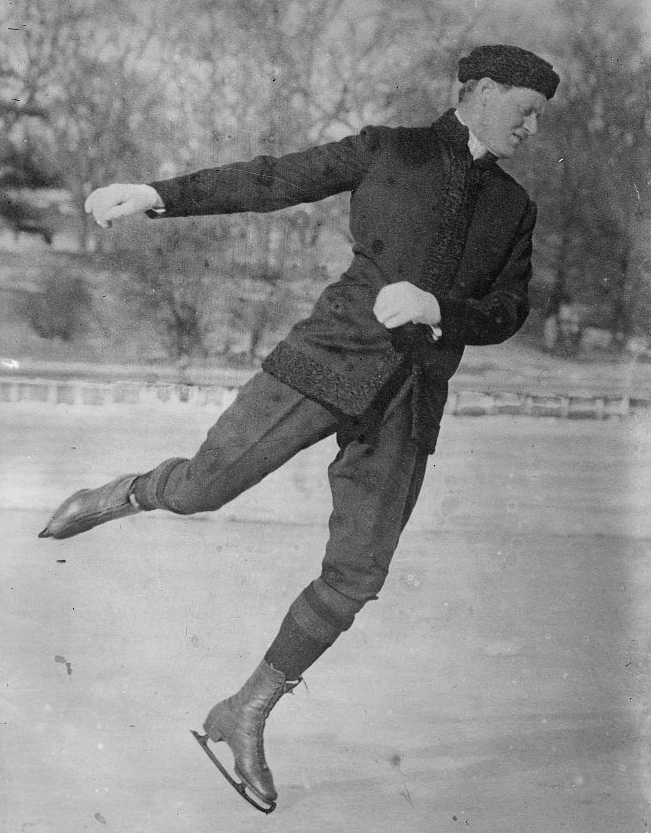
Irving Brokaw

Bei Pflichtfiguren höchster Qualität liegen die gezogenen Kreise aufeinander und die Drehungen sind exakt ausgerichtet. Kleinste Abweichungen der Spuren oder die Verlagerung des Körpergewichts können Fehler bei der Ausführung der Figuren verursachen. Der amerikanische Eiskunstläufer Irving Brokaw veröffentlichte 1915 eines der ersten Bücher über Pflichtfiguren. Er war der Ansicht, dass bei der Ausführung der Figuren die Formen wichtiger seien als die Spuren und dass die Läufer eine bequeme und natürliche Position finden müssten, um sie vorzuführen. Er erwartete von den Läufern, dass sie die Figuren zeichneten, ohne dabei nach unten zu schauen, da dies einen „sehr nachlässigen Eindruck“ hinterlasse. Brokaw empfahl, die Arme nicht zu sehr zu bewegen und nicht wie ein Hochseilartist zu balancieren. Die Läufer sollten aufrecht bleiben und sich möglichst wenig nach vorne beugen. Auch war er der Ansicht, dass das ungenutzte „Gleichgewichtsbein“ genauso wichtig war wie das Bein, das die Figuren ausführte. Es sollte nur leicht gebeugt sein, da eine zu starke Beugung seine Nützlichkeit aufhebe und ungelenk aussehe.
Eiskunstläufer, die in der Vorführung von Pflichtfiguren versiert waren, mussten stundenlang üben, um eine präzise Körperkontrolle zu erlangen und aufs Engste damit vertraut zu machen, wie subtile Verlagerungen des Gleichgewichts über der Schlittschuhkante sich auf die Spuren im Eis auswirken. Laut der Autorin Ellyn Kestnbaum, betrachteten viele Eiskunstläufer die Figuren und ihre sichtbaren Ergebnisse als beruhigend und bereichernd. Die Sportreporterin Christie Sausa ist der Ansicht, dass das Trainieren von Figuren hilft, bessere Läufer hervorzubringen und Disziplin fördert. Ebenso könnten sie ein Leben lang von Läufern aller Altersgruppen und Fähigkeitsstufen geübt werden. Hingegen vertrat das deutsche Nachrichtenmagazin Der Spiegel in einem während den Eiskunstlauf-Europameisterschaften 1983 in Dortmund erschienenen Artikel die Meinung, dass die Pflicht die Kreativität der Läufer unterdrücke, „unendlich langweilig“ sei und die Jahrzehnte ohne Veränderungen überdauert habe.

## Figurenelemente
Alle Pflichtfiguren setzten sich aus folgenden Elementen zusammen: Kreise, Kurven, Fußwechsel, Kantenwechsel und Wenden. Der Kreis, die Basis aller Figuren, wurde sowohl auf der langen als auch auf der kurzen Achse vorgeführt. Läufer mussten präzise Kreisbögen ins Eis zeichnen und dabei schwierige Wenden und Kanteneinsätze vollenden. Jede Figur bestand aus zwei oder drei Kreisbögen, die sich berührten und aus einer durchgehenden Spur bestanden (mit Ausnahme einer notwendigen kurzen Unterbrechung wegen des Fußwechsels). Der Durchmesser jedes Kreises musste etwa dem Dreifachen der Körpergröße des Läufers entsprechen und die Radien aller Halbkreise und Kreise mussten alle ungefähr die gleiche Länge aufweisen. Die Bögen mussten nahe jener Stelle beginnen und enden, wo sich die lange und die kurze Achse kreuzten.
Kurven als Bestandteil der Kreise mussten in einer ununterbrochenen Spur sowie auf einer sauberen Kante gelaufen werden, ohne neu anzusetzen und ohne Wackler. Bei der Ausführung der Figuren war ein Fußwechsel erlaubt, und zwar während der kurzen Zeit, in welcher der Läufer sein Gewicht vom einen auf den anderen Fuß verlagerte. Dies musste jedoch in einer symmetrischen Zone auf beiden Seiten der langen Achse erfolgen. Die Läufer konnten die exakte Position wählen, auf der sie ihren Fuß in dieser Zone setzten. Typischerweise geschah dies unmittelbar nach der langen Achse, mit dem vollen Körpergewicht auf dem Schlittschuh. Zu diesem Zeitpunkt nahm die zu bewertende Spur ihren Anfang. Ein Kantenwechsel erfolgte am Kreuzungspunkt der langen und kurzen Achse. Seine Spur musste ununterbrochen und symmetrisch sein und durfte S-förmig sein. Der Kantenwechsel musste so kurz wie möglich ausfallen und durfte die Länge der Kufe nicht übersteigen. Bei Drehungen durften keine doppelten Spuren, Rutscher und Kratzer sichtbar sein. Ebenso wenig erlaubt waren Kantenwechsel vor, während und nach einer Drehung. Die Spitzen der Drehungen mussten dieselbe Größe aufweisen, der Beginn und das Ende einer Drehung mussten symmetrisch sein.
Zu den wichtigsten Pflichtfiguren gehörten Bogenachter (auf Innenkante oder Außenkante, vorwärts und rückwärts), Dreier und Gegendreier, Wende und Gegenwende sowie Schlingen. Mehr dazu im Artikel Eiskunstlaufelemente. Die anspruchsvollsten Pflichtfiguren waren in sechs Gruppen eingeteilt. Am Ende vor dem Wettkampf wurden die Athleten einer dieser Gruppen zugelost. Wenige Minuten vor dem Beginn des Wettkampfs wurde zudem ausgelost, ob die betreffenden Bögen mit dem rechten oder mit dem linken Bein begonnen werden mussten.

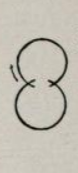
Bogenachter
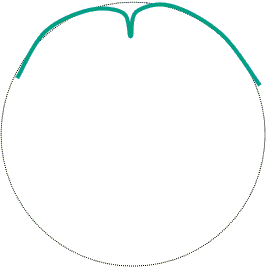
Dreier (three-turn)
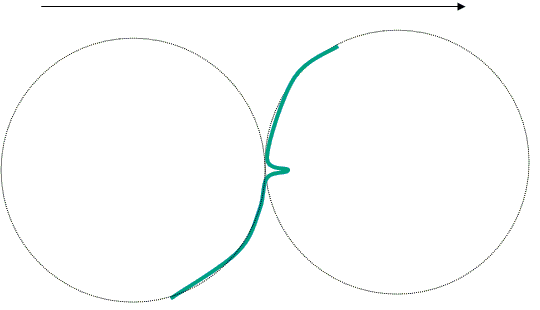
Gegenwende (counter)
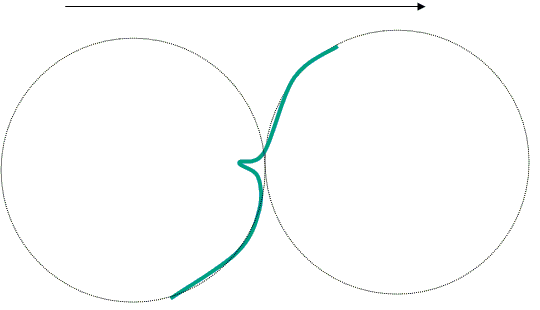
Wende (rocker)
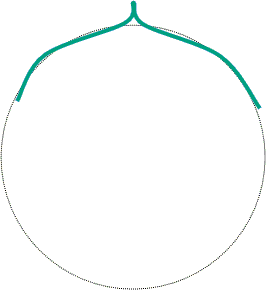
Gegendreier (bracket)
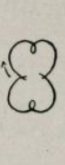
Schlinge (loop)

## Bewertung

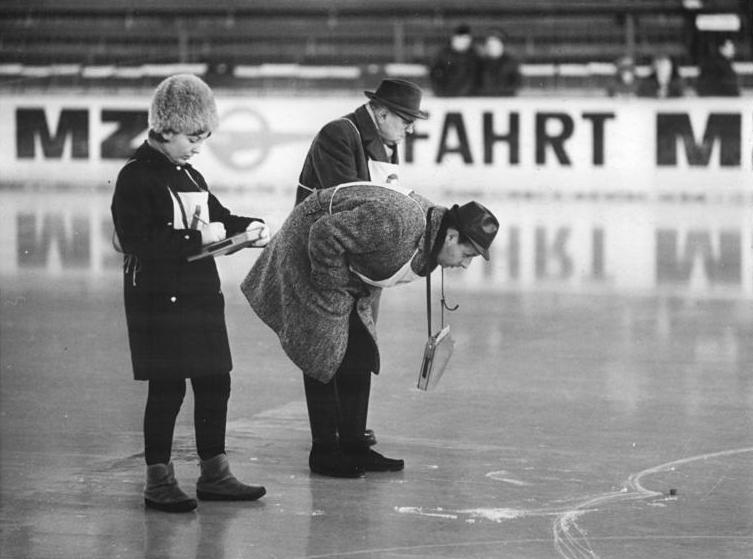
Bewertung der Figuren (DDR-Meisterschaft 1967)

Der Spiegel verglich die Bewertung von Pflichtfiguren mit der Arbeit von Forensikern. Nachdem die Läufer ihre Figuren vollendet hatten, prüften die Wertungsrichter die ins Eis gezeichneten Kreise eingehend. Dieser Vorgang musste zweimal wiederholt werden. Bei den amerikanischen Meisterschaften dauerte der Pflichtteil fünf Stunden, bei den Weltmeisterschaften sogar acht Stunden.
1961 gab die ISU ein Bewertungshandbuch heraus. Darin war beschrieben, worauf die Preisrichter während eines Pflichtwettkampfs achten mussten. Bewertet wurden die Mühelosigkeit und Geschmeidigkeit, mit der die Läufer ihre Kreise zogen, die Exaktheit der Figurenform und die Exaktheit des auf dem Eis hinterlassenen Abdrucks. Preisrichter achteten unter anderem auf folgende Abweichungen: Kratzer, Wackler, Zacken, Abweichungen von einem vollkommenen Kreis, Exaktheit der Schlingen, doppelte Spurrillen (was darauf hindeutete, dass beide Kanten der Kufe gleichzeitig mit dem Eis in Kontakt waren). Die Höchstnote 6,0 stellte einen Idealzustand dar, der unmöglich zu erreichen war. Selbst Beatrix Schuba, die als beste aller Pflichtläuferinnen galt, kam nie über die Note 5,2 hinaus.

## Geschichte

### Entstehung
Der Edinburgh Skating Club, der älteste Eislaufverein der Welt, verlangte von angehenden Mitgliedern einen Fähigkeitstest, der Ähnlichkeiten mit den späteren Pflichtfiguren hatte. Der Skating Club in London, der zweitälteste Eislaufverein, bestand ebenfalls auf einen Fähigkeitstest und schuf den „kombinierten Eislauf“ (combined skating), eine Reihe von symmetrischen Mustern auf dem Eis, die sich für die Entwicklung der Pflichtfiguren als fundamental erweisen sollten. Der American Skating Congress, der Vorläufer des heutigen amerikanischen Eislaufverbandes, führte im Jahr 1868 verschiedene Bewegungsformen für Wettbewerbe von Eiskunstläufern aus den Vereinigten Staaten und Kanada ein. Wettbewerbe im späten 19. und im frühen 20. Jahrhundert umfassten Spezialfiguren, Kürlauf und Pflichtfiguren, wobei letztere am meisten für die Wertung zählten. 1882 fand in Wien der erste internationale Eiskunstlaufwettbewerb statt, die dort angewendeten Regeln schufen einen Präzedenzfall für spätere Wettbewerbe. Eiskunstläufer mussten 23 Pflichtfiguren laufen und eine vier Minuten dauernde Kür absolvieren. Hinzu kam ein Wettkampfteil mit Spezialfiguren, bei dem sie Figuren laufen mussten, die ihr fortgeschrittenes Können hervorhoben.

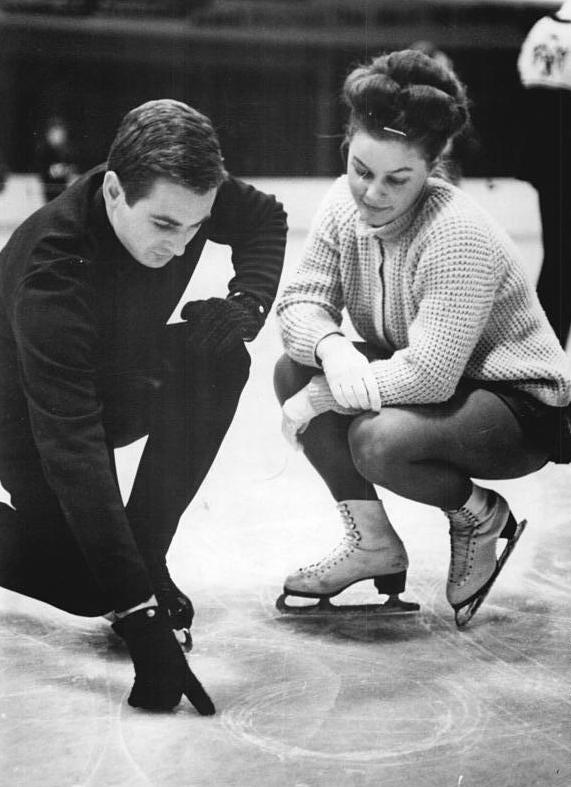
Ralph Borghard und Gabriele Seyfert begutachten während der DDR-Meisterschaft 1964 den Abdruck einer Pflichtfigur

Bis in die 1940er Jahre hinein war die Pflicht ein wichtiger Bestandteil des Eiskunstlaufs. Die in Hamburg ausgetragene erste Europameisterschaft im Jahr 1891 bestanden sogar ausschließlich aus der Präsentation von Pflichtfiguren. 1896 führte die ISU in Sankt Petersburg die erste Weltmeisterschaft durch, wobei der Wettbewerb Pflicht und Kür umfasste. Die Läufer mussten sechs Pflichtfiguren laufen, die die Preisrichter anschließend anhand eines etablierten Standards bewerteten. Die Pflichtfiguren machten 60 % der Gesamtwertung aus. Spezialfiguren waren nicht Teil der Weltmeisterschaften, standen aber bei anderen Wettbewerben durchaus auf dem Programm, beispielsweise bei den Olympischen Spielen 1908 in London.
1897 führte die ISU auf Anregung des britischen Verbandes einen Katalog mit 41 Pflichtfiguren von „zunehmend größerer Schwierigkeit“ ein. Sie bildeten bis 1990 den Standard für Fähigkeitstest und Wettbewerbe weltweit. Nach dem Zweiten Weltkrieg entsendeten mehr Länder Eiskunstläufer an internationale Wettbewerbe. Die ISU sah sich daraufhin gezwungen, die Zahl der zu präsentierenden Pflichtfiguren auf maximal sechs zu begrenzen, damit die Bewertung sich nicht allzu sehr in die Länge zog.

### Niedergang
In den 1960er Jahren galt die Pflicht zunehmend als veraltet. 1969 beschloss die ISU, ihren Anteil an der Gesamtwertung auf 50 % zu verringern. Treibende Kraft hinter dieser Reform war das Fernsehen. Es übertrug die Pflicht nicht, da sie nicht interessant genug war. Viele Fernsehzuschauer hatten kein Verständnis dafür, dass Wettbewerbe von Läufern gewonnen werden konnten, die in der Pflicht einen großen Vorsprung erarbeitet hatten, in der am Fernsehen gezeigten Kür jedoch nur mittelmäßige Darbietungen zeigten. Ein besonders prominentes Beispiel war der Sieg von Beatrix Schuba bei den in Sapporo ausgetragenen Olympischen Winterspielen 1972, die in der Kür lediglich die Siebtbeste war und sich sogar drei Stürze hätte erlauben können. Aus diesem Grund beschloss die ISU eine weitere Reform, inoffiziell als „Lex Schuba“ bezeichnet. Die Pflicht wurde ab 1973 mit 40 % gewertet, das neu eingeführte Kurzprogramm mit 20 % und die Kür mit 40 %.
Die Sportjournalistin Sandra Loosemore führt den Niedergang der Pflicht auf einen „Mangel an öffentlicher Rechenschaft“ seitens der Preisrichter internationaler Wettbewerbe sowie auf nicht nachvollziehbare Bewertungen zurück. Da Pflichtwettbewerbe nicht im Fernsehen übertragen wurden, konnten sich Zuschauer nicht sicher sein, dass alles mit rechten Dingen zugehe. Die im Vergleich zu Nordamerika deutlich geringere Anzahl an Eisbahnen (und somit auch Trainingsmöglichkeiten) in Europa war ein weiterer Faktor. Vor allem die Verbände wirtschaftlich weniger leistungsfähiger Länder drängten in den 1970er und 1980er Jahren auf die Abschaffung, da das Trainieren der Pflichtfiguren zeitintensiv war und somit auch einen erheblichen Kostenfaktor darstellte.
An ihrer Sitzung in Davos im Juni 1988 beschloss die ISU, die Pflicht auf die Saison 1990/91 hin bei internationalen Einzellauf-Wettbewerben abzuschaffen, sowohl bei den Männern als auch bei den Frauen. 27 stimmberechtigte Verbände sprachen sich dafür aus, fünf enthielten sich der Stimme. Nur die Verbände der Vereinigten Staaten, Kanadas, Großbritanniens und Neuseelands waren dagegen. In den Saisons 1988/89 und 1989/90 bestand die Pflicht nur noch aus zwei Figuren und machte 20 % der Gesamtwertung aus. Seit 1990 gehören Pflichtfiguren nicht mehr zum Programm internationaler Wettbewerbe. Auf nationaler Ebene schaffte sie der US-Verband im Jahr 1999 als letzter ab.